# Rougeotiana kinibalensis
Rougeotiana kinibalensis är en fjärilsart som beskrevs av Louis Beethoven Prout 1925. Rougeotiana kinibalensis ingår i släktet Rougeotiana och familjen mätare. Inga underarter finns listade.